# Puente de Tacoma Narrows
El puente de Tacoma Narrows es un conjunto de dos puentes colgantes paralelos de unos 1800 metros de longitud cada uno, con un vano principal en ambos casos de 853 m de luz entre apoyos (el tercero de mayor luz del mundo en la época en que fue construido el primero de los dos puentes, en 1950). Forma parte de la carretera Washington State Route 16 en su paso a través de Tacoma Narrows (en el estrecho de Puget) desde Tacoma a Gig Harbor (Estados Unidos).
En su primera versión tenía el apodo de Galloping Gertie, habiendo sido diseñado inicialmente por Clark Eldridge y modificado por Leon Moisseiff. En 1940, el puente original se hizo famoso por su dramático colapso estructural inducido por el viento, evento que quedó registrado en una filmación. El nuevo puente que lo reemplazó se inauguró en 1950, siendo duplicado con una segunda estructura gemela en 2007.

## Puente original

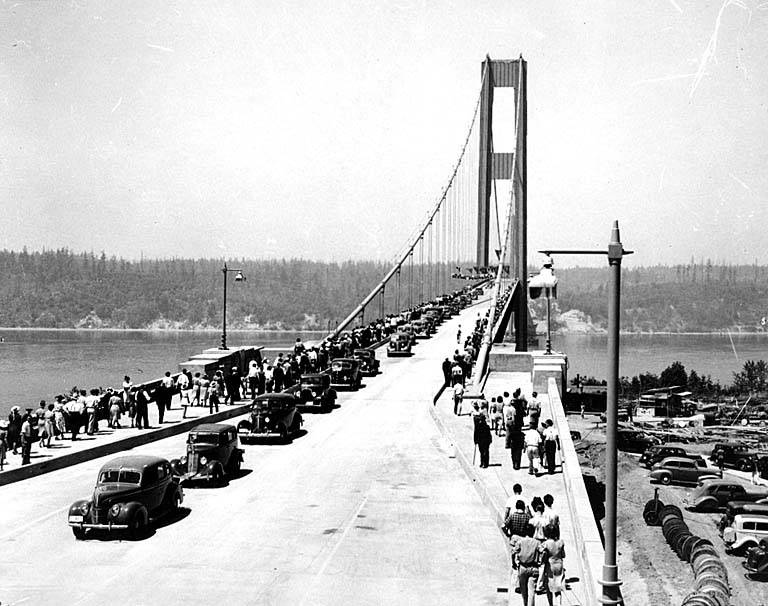
Inauguración del primer puente de Tacoma el 1 de julio de 1940.

Las primeras ideas para ubicar un puente en este sitio se remontan a 1889, con una propuesta del Northern Pacific Railway, pero fue hacia mediados de la década de 1920 cuando la idea empezó a cobrar fuerza. La cámara de comercio de Tacoma comenzó una campaña y estudios para su financiación en 1923. Varios renombrados ingenieros de puentes, incluidos Joseph B. Strauss, quien luego sería ingeniero principal del puente Golden Gate; y David B. Steinman, constructor del Puente Mackinac, fueron consultados. Steinman realizó varias visitas pagadas por la cámara culminando en la presentación de una propuesta preliminar en 1929, aunque hacia 1931 la cámara decidió cancelar el acuerdo con Steinman debido a que Steinman  "no era lo suficientemente activo" en la búsqueda de financiación.
En 1937 el proyecto tomó impulso, cuando la legislatura del estado de Washington State crea la Washington State Toll Bridge Authority y asigna 5000 dólares para estudiar el pedido de los condados de Tacoma y Pierce para construir un puente sobre el estrecho.
Desde el comienzo, el problema fue la financiación; la recolección del peaje no sería suficiente para pagar los costes de construcción. Pero existía un fuerte apoyo para el puente por parte de la Armada de los Estados Unidos, que operaba el astillero naval de Puget Sound en Bremerton, y del Ejército estadounidense, que tenía el McChord Field y Fort Lewis en Tacoma.
El ingeniero Clark Eldridge del estado de Washington presentó un, "diseño preliminar de un puente convencional desarrollado sobre conceptos probados y demostrados", y la autoridad de peaje del puente solicitó 11 millones de dólares al Public Works Administration (PWA) federal. Pero según Eldridge, un grupo de "prominentes ingenieros consultores del este", encabezados por el ingeniero Leon Moisseiff de Nueva York, propusieron al PWA construir el puente a menor costo.
Los planes preliminares especificaban el uso de una viga continua horizontal de celosía de acero con un canto 7,6 m, que se ubicaría debajo del tablero del puente (por donde discurriría la calzada) para hacerlo más rígido. Moisseiff, diseñador muy respetado del Golden Gate Bridge, propuso utilizar una viga cajón más esbelta, de tan solo 2,4 m de canto. Según su propuesta el puente sería más esbelto y elegante, y además se reducirían los costes de construcción. El diseño de Moisseiff se impuso. El 23 de junio de 1938, la PWA aprobó un presupuesto de casi 6 millones de dólares para el puente de Tacoma Narrows. Un monto adicional de 1,6 millones de dólares sería recolectado de los peajes hasta alcanzar el coste total de 8 millones de dólares.

### Derrumbe

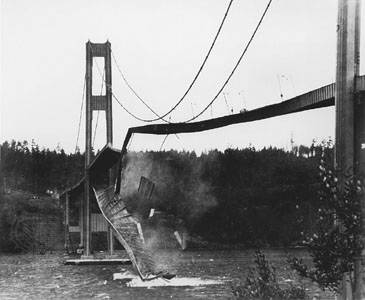
Colapso del puente de Tacoma Narrows.

El colapso inducido por el viento ocurrió el 7 de noviembre de 1940 a las 11.00, a causa de un fenómeno aerodinámico de flameo (flutter en inglés). No se registraron víctimas como consecuencia del derrumbe del puente, salvo por un Cocker Spaniel llamado Tubby que quedó atrapado en el único auto que resultó destruido durante el incidente. Theodore von Kármán, director del Laboratorio Aeronáutico Guggenheim y renombrado estudioso de aerodinámica, fue miembro del comité de investigación del colapso. Von Kármán mencionó en su informe que el estado de Washington no pudo cobrar una de las pólizas de seguro porque el agente de seguros se había embolsado en forma fraudulenta los pagos del seguro. El agente, Hallett R. French que representaba a la Merchant's Fire Assurance Company, fue acusado de fraude por retener las primas correspondientes por un valor asegurado de 800.000 dólares. Sin embargo el puente estaba asegurado por varias otras pólizas que cubrían el 80 % del valor de 5,2 millones de dólares de la estructura. La mayoría de estos fueron cobrados sin inconvenientes.

#### Filmación del derrumbe
La destrucción final del puente de Tacoma fue filmada por Barney Elliott, propietario de un negocio de fotografía local. The Tacoma Narrows Bridge Collapse (1940) está archivado en el National Film Registry estadounidense, y aún hoy en día se muestra a estudiantes de ingeniería, arquitectura y física como una fábula. El video puede ser visto en el Powerhouse Museum en Sídney, Australia, en el centro de ciencia da Vinci en Allentown, Pensilvania, y en YouTube.
La filmación del colapso fue proyectada muchas veces en un programa de la televisión estadounidense de los años 1950, que proyectaba filmaciones solicitadas por el público de la serie You Asked for It.

## Puente actual

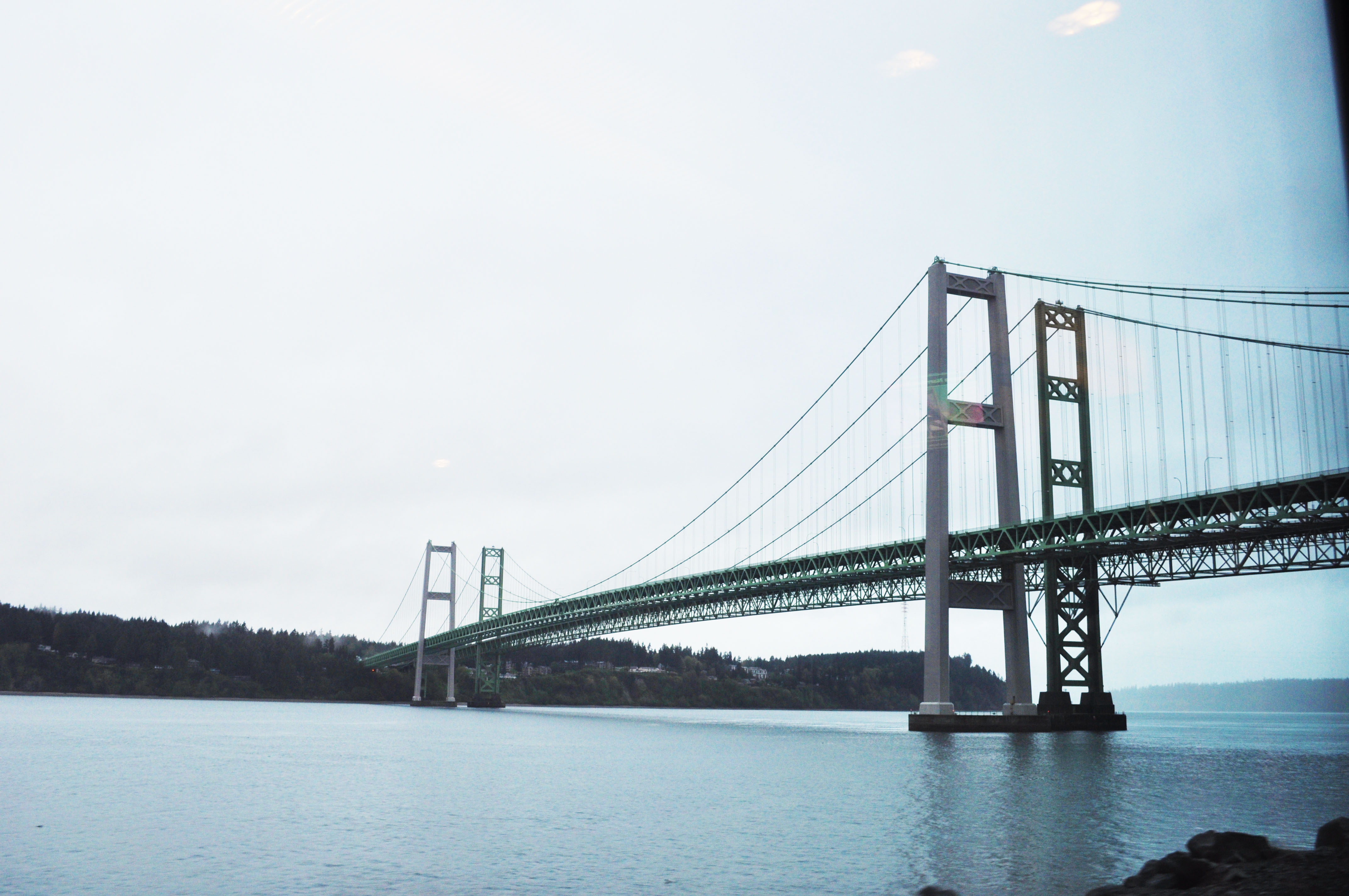
El actual puente de Tacoma Narrows.

El paso actual es un conjunto de dos puentes colgantes paralelos: el del lado este construido en 1950 (diez años después del colapso en 1940 del puente original); y el del lado oeste, inaugurado en 2007 para permitir absorber el creciente tráfico de vehículos, que ya había saturado la capacidad de la otra estructura. El primer puente se diseñó con una capacidad de 60.000 vehículos al día, y ya en 2005 (todavía con un solo puente) había alcanzado los 90.000. Se ha previsto que en 2020 lo utilizarán diariamente 120.000 vehículos.
Ambos puentes tienen un aspecto externo bastante similar, aunque el puente más reciente presenta unas torres de suspensión más macizas, y una calzada con un perfil longitudinal más suave que el primer puente. En ambos casos, los tableros son vigas de celosía de un canto considerable, solución clásica que minimiza los problemas aerodinámicos que produjeron el colapso del puente original.

### Puente del lado este
El actual puente del lado este fue diseñado y reconstruido con una viga abierta de celosía de perfiles de acero, con barras rigidizadoras y una serie de aberturas en el tablero para facilitar el paso del viento. Se inauguró el 14 de octubre de 1950 y tiene una longitud de 5979 pies (1822 m), 40 pies (12 m) más largo que el primer puente construido en 1940, el conocido como Galloping Gertie. Los residentes locales apodaron el nuevo puente Sturdy Gertie, ya que las oscilaciones que hicieron fracasar el diseño anterior se habían eliminado. Este puente, junto con el nuevo puente paralelo del lado oeste, es actualmente el quinto puente colgante más largo de los Estados Unidos.
Cuando se construyó en 1950, el puente del lado este fue el tercer puente colgante más largo del mundo. Al igual que otros puentes colgantes modernos, se construyó con una disposición de barras y placas de acero dispuestas para optimizar su permeabilidad al paso del aire, en lugar de las placas verticales utilizadas en el puente de Tacoma original, que formaban grandes superficies opuestas al paso del viento (véase el artículo puente colgante para más detalles).
Fue diseñado para permitir el cruce de un total de unos 60.000 vehículos por día, y transportó el tráfico en los dos sentidos de circulación hasta que el puente del lado oeste se abrió el 15 de julio de 2007.

### Puente del lado oeste
En 1998, los votantes de varios condados de Washington aprobaron una medida de asesoría para crear un segundo puente sobre el estrecho de Tacoma. La construcción de la nueva estructura, paralela aguas arriba al puente de 1950, comenzó el 4 de octubre de 2002 y se completó en julio de 2007. En marzo de 2007, una de las juntas de expansión se demoró durante varios días en una estación de pesaje, después de que el Departamento de Transporte del Estado considerara que el remolque que la transportaba no tenía suficientes ejes para distribuir el peso de manera segura en las carreteras de Washington. Un nuevo remolque de 200 pies de largo, 21 ejes y 84 neumáticos fue construido a medida para cumplir con los requisitos. Este remolque fue reutilizado para transportar la segunda junta un mes después. Las cargas de gran tamaño viajaron a 36 km/h o menos, y se retiraron de la autopista en áreas densas para evitar afectar al tráfico diurno.
Está dedicado en honor a la Representante Estatal Ruth Fisher y al Senador Estatal Robert "Bob" Oke, residente de South Kitsap y uno de los principales defensores de la construcción del segundo puente a través de Puget Sound entre la península de Kitsap y Tacoma.
El Departamento de Transporte del Estado de Washington cobra un peaje (en el año 2010 valía entre 5 y 7 dólares según modalidad de pago) para atravesar el puente del lado oeste. El puente de 1950 había estado libre de peajes desde 1965. El nuevo puente marca la primera instalación del nuevo sistema de peaje electrónico denominado Good To Go.

## Galería

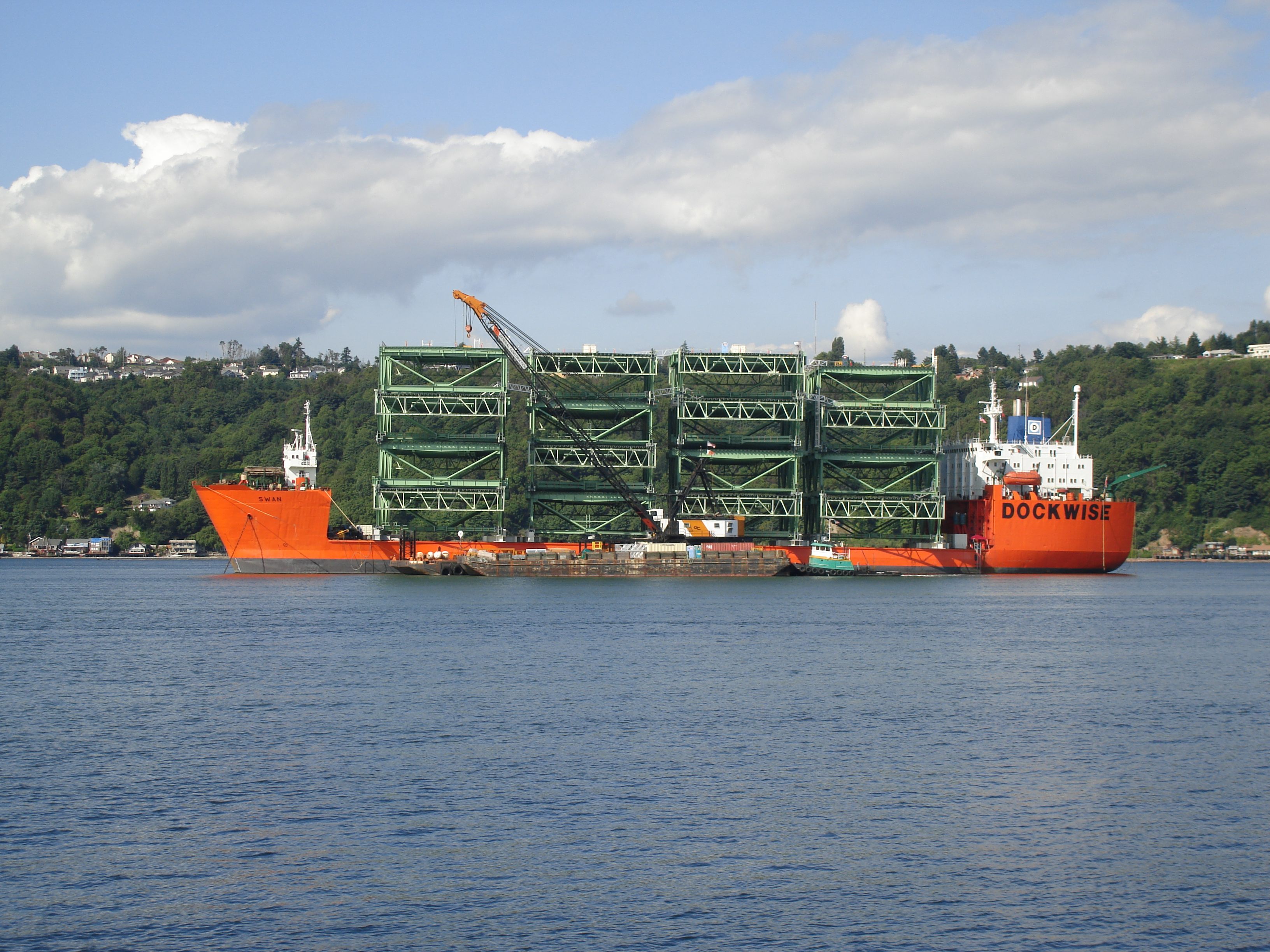
Secciones utilizadas en la construcción del nuevo puente de 2007
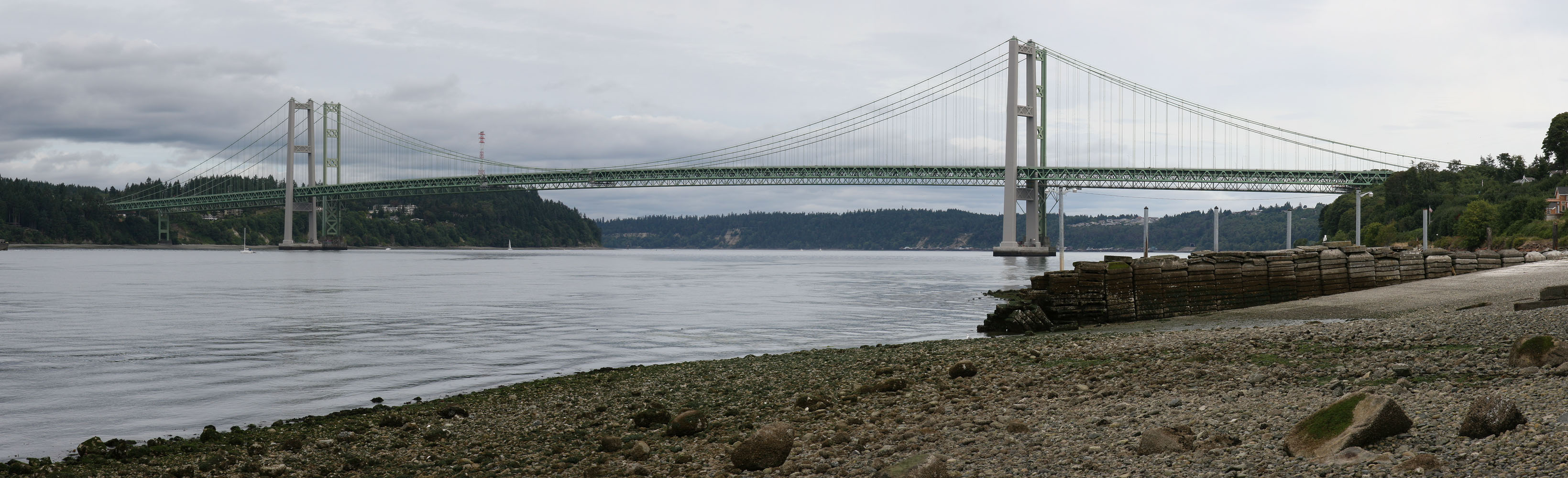
Panorama del Tacoma Narrows Bridge en 2007
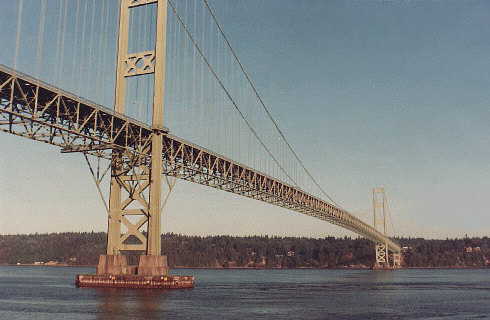
El puente hacia del lado este en 1988, cuando llevaba tráfico en ambas direcciones
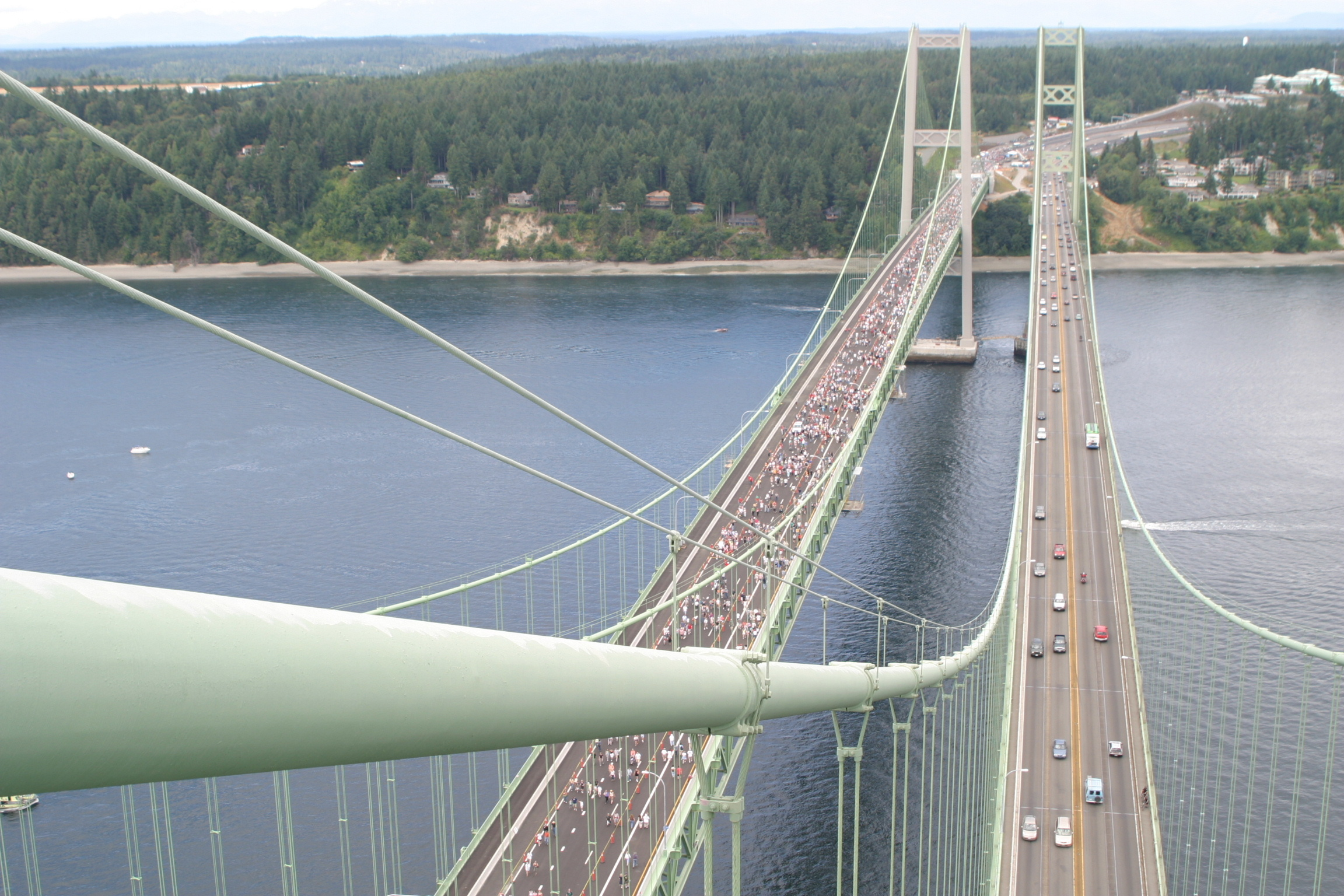
Ambos puentes durante la ceremonia de inauguración de 2007, como se ve desde la parte superior hacia el oeste
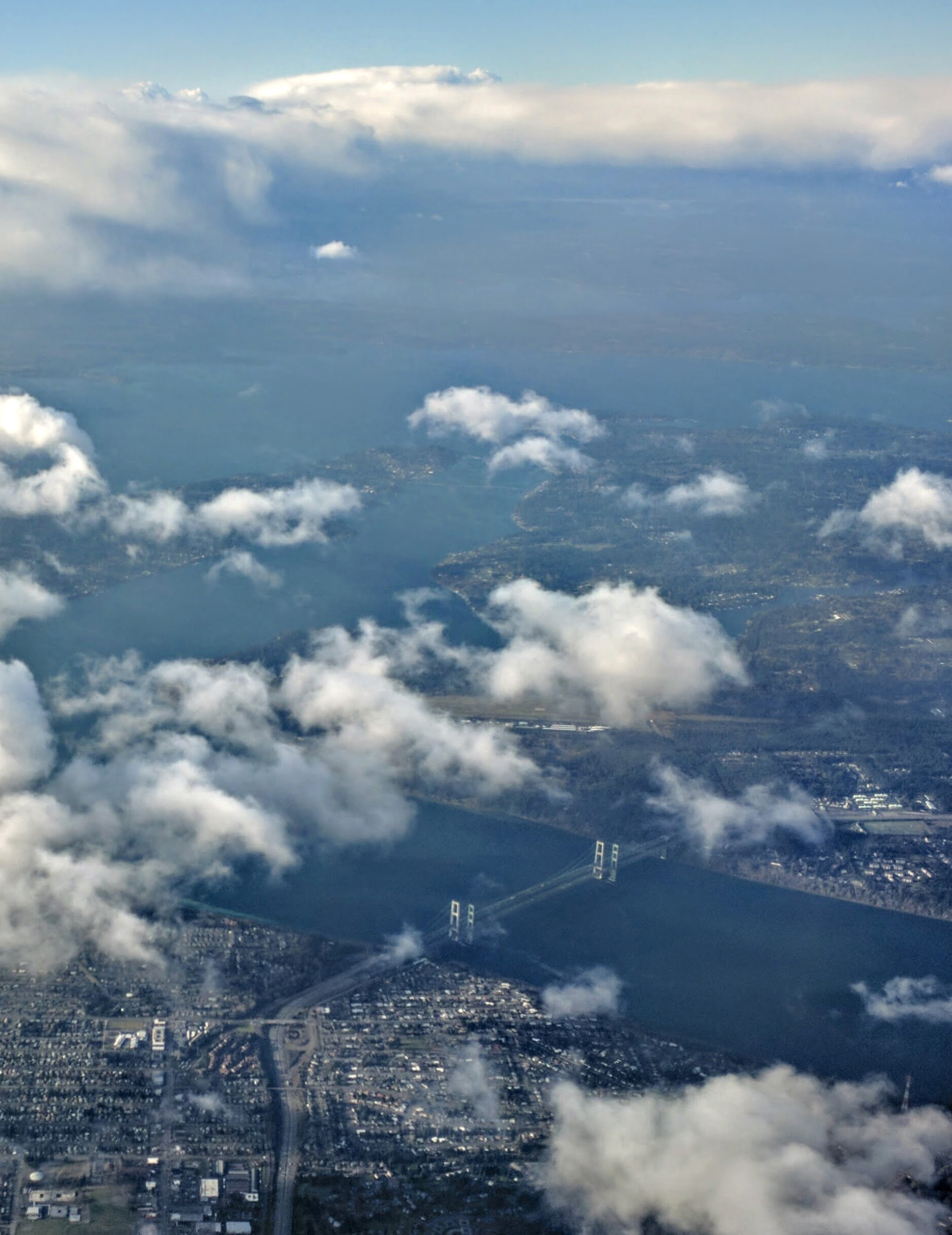
Vista aérea (2016)
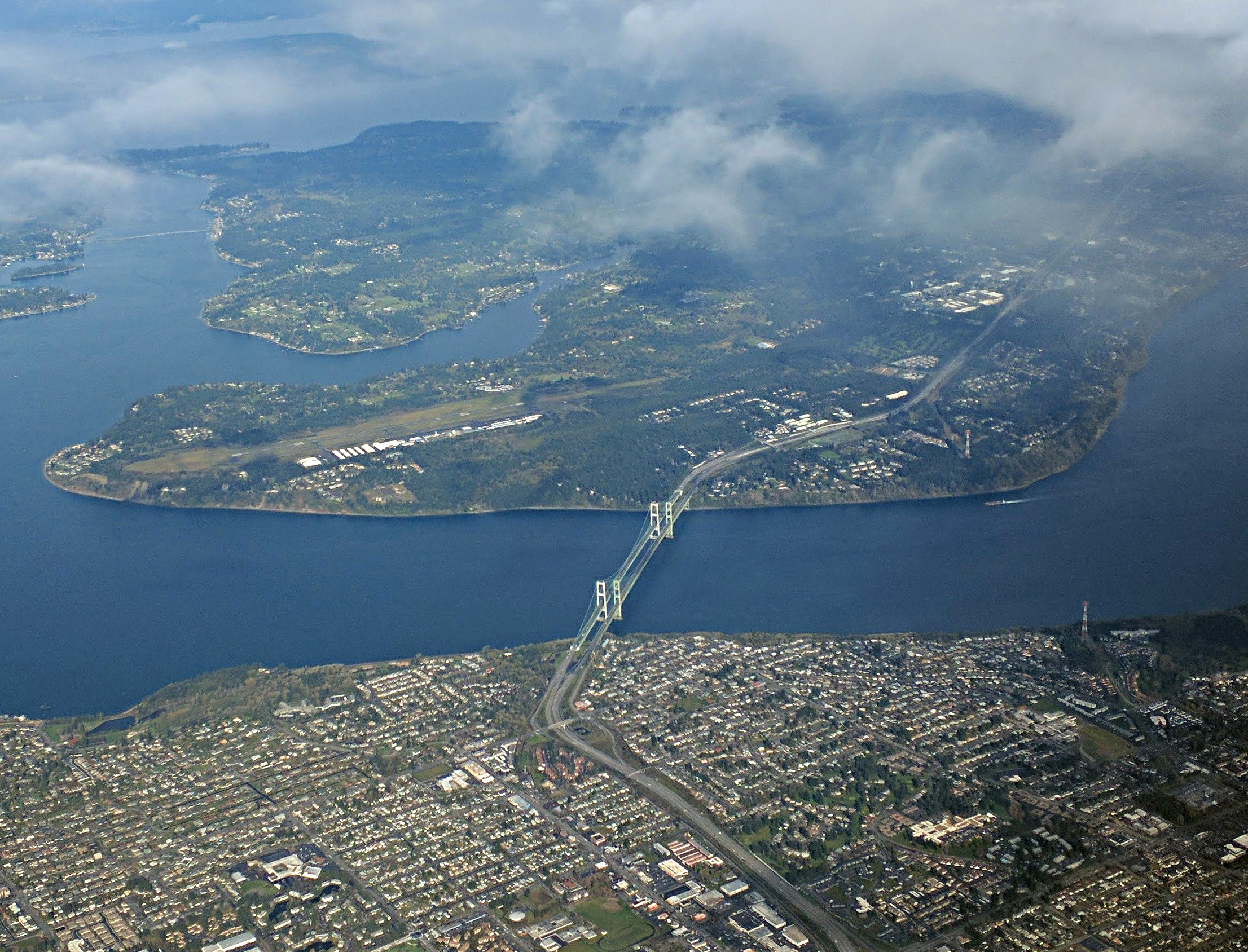
Vista aérea (2017)

### Históricos
- Historia del puente de Tacoma Narrows Archivado el 27 de octubre de 2011 en Wayback Machine.
- University of Washington Libraries Digital Collection – Tacoma Narrows Bridge Collection More than 152 images and text documenting the infamous collapse in 1940 of the Tacoma Narrows Bridge. Also covers "Galloping Gertie's" creation, subsequent studies involving its aerodynamics, and finally the construction of a second bridge spanning the Narrows.
- The Tacoma Narrows Bridge Disaster, November 1940
- Imágenes de la falla
- Information and images of failure
- Relatos de primera mano e imágenes de la falla
- Official site of the Tacoma Narrows Bridge
- Timeline of the bridges Archivado el 15 de diciembre de 2005 en Wayback Machine.
- Tacoma Narrows Bridge
- Suspended Animation  - Failure Magazine (November 2000)
- Footage of the Tacoma Narrows bridge wobbling and eventually, collapsing, Stillman Fires Collection, en Internet Archive.

### Segundo proyecto de puente colgante
- Tacoma Narrows Bridge Project (WS DOT Web Page; information about the new bridge construction project)
- SR 16 - New Tacoma Narrows Bridge (computer projection of completed project)
- Puget Sound Transportation projects:Tacoma Narrows Bridge (unofficial site providing news, photos and information about the second span construction)
- Wind Tunnel Testing Summary from the National Research Council of Canada
- Wind Tunnel Testing Press Release  from the National Research Council of Canada
- Tacoma Narrows Bridge Project (continuing coverage of bridge construction from The News Tribune)
- Bridge Workers are Walking Tall Above the Narrows Rob Carson (The News Tribune), Kitsap Sun, September 25 2005
- Wire by wire, Tacoma Narrows bridge is built Mike Lindblom, The Seattle Times, October 15 2005

- Datos: Q226035
- Multimedia: Tacoma Narrows Bridges / Q226035